# Edward Payson Weston
Edward Payson Weston (1839-1929) est un marcheur américain, qui a été en grande partie responsable de la montée en popularité de la marche sportive dans les années 1860 et 1870. Le piétonisme (en) était une forme de marche de compétition du XIXe siècle, souvent professionnelle et financée par des paris, d'où le sport moderne de la marche athlétique s'est développé.

## Biographie
Edward Payson Weston est né le 15 mars 1839 à Providence, Rhode Island, de Silas Weston, enseignant et éditeur, et de Maria Gaines, écrivaine. Adolescent, Weston publie des livres sur les voyages de son père en Californie, au moment de la ruée vers l'or, et vers les Açores. Il publie également un roman écrit par sa mère en 1859. Durant son enfance, Weston déménage fréquemment et, de son propre chef, passe un certain temps à voyager avec les chanteurs populaires de la famille Hutchinson,.
Il est d'abord remarqué comme un marcheur notable en 1861, lorsqu'il parcours 478 miles (769 km) de Boston, dans le Massachusetts à Washington, DC en 10 jours et 10 heures, du 22 février au 4 mars. Au cours du périple, il doit affronter la neige, la pluie et la boue, et il tombe plusieurs fois. Sa plus longue période de sommeil ininterrompu est de 6 heures, et il mange habituellement en marchant. Il arrive à Washington, à 5h de l'après-midi, et est assez frais pour assister au bal inaugural d'Abraham Lincoln, ce soir là.

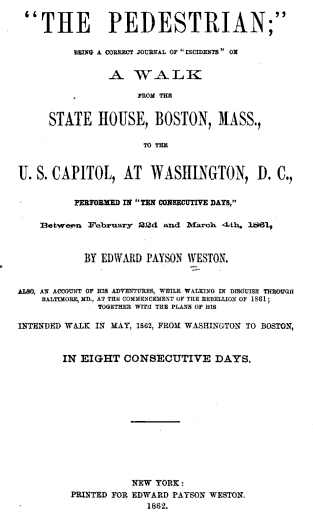
Page de titre du récit de Weston sur sa marche de Boston à Washington en 1861

La marche fait partie des conditions d'un pari sur l'élection présidentielle de 1860. Le parieur dont le candidat a perdu doit marcher vers Washington pour voir la cérémonie d'investiture du nouveau président. Weston perd quand il parie contre Lincoln et reçoit seulement un sac de cacahouètes pour sa peine. Cependant, il obtient également la couverture des journaux et une poignée de main de félicitations du nouveau président qui l'inspire à poursuivre ses exploits de marcheur.
En 1867, Weston marche de Portland, dans le Maine à Chicago, dans l'Illinois, couvrant 2,134 km (1,326 miles) en 26 jours, gagnant un prix de 10 000 dollars. Il reçoit plusieurs menaces de mort de joueurs qui ont parié contre lui, et il est attaqué une fois. Il donne des conférences à des foules de spectateurs sur les avantages pour la santé de la marche, à la fois pendant la marche, puis après celle-ci.
Au cours des quelques décennies suivantes, Weston continue sa carrière de marcheur professionnel. Alors qu'il est parfois battu lors des courses de plusieurs jours en intérieur, il réalise de nombreux records sur les épreuves d'endurance de longue distance. En 1869, il parcouru 1 058 miles (1 703 km) en 30 jours à travers la Nouvelle-Angleterre couverte de neige. En 1871, il marche en arrière pendant 200 miles autour de St Louis, Missouri, en 41 heures.
Weston passe 8 années en tournée en Europe, commençant à partir de 1876 en Angleterre où il défie le champion de course anglais à un ultramarathon de 24 heures, sur une distance 115 miles. L'anglais arrête au bout de 14 heures et 65,6 miles, mais Weston marche les 24 heures entières et couvre 109,5 miles. Sa performance cause un peu de controverse quand il avoue plus tard avoir mâché des feuilles de coca pendant une bonne partie de la course,.
En 1879, il bat le champion britannique "Blower" Brown, dans une course de 550 miles (890 km), qu'il parcours en 141 heures et 44 minutes, remportant la prestigieuse Ceinture Astley,, une série de cinq courses internationales de six jours organisée par le député britannique Sir John Dugdale Astley (en). En avril 1906, Weston marche de Philadelphie à New York, une distance de plus de 100 miles, en moins de 24 heures.
En 1907, à l'âge de 68 ans, Weston refait sa marche de Portland à Chicago de 1867, battant son propre record de 29 heures. En 1909, il couvre 3 895 miles, de New York à San Francisco, en 104 jours et 7 heures. Il fait son dernier grand voyage en 1913, quand il marche 1 546 miles (2 488 km) de New York à Minneapolis en 51 jours.
Weston passe la majeure partie du reste de sa vie à exhorter les autres à faire de la marche comme exercice et compétition. Il prévient que les automobiles rendent les gens paresseux et sédentaires. Weston est grièvement blessé quand il est renversé par un taxi de New York en 1927 et n'a jamais remarché. Il meurt dans son sommeil deux ans plus tard.

## Héritage
L'histoire de sa vie qui a été racontée dans la biographie de 2012, A Man in a Hurry (un homme pressé), est décrite par le journaliste des sports américain Brian Phillips comme "un livre spectaculairement divertissant". À également été publiée en 2012, une biographie sur sa carrière, Weston, Weston, Rah-Rah-Rah! His career biography, "Weston, Weston, Rah-Rah-Rah!", was also published in 2012.